# گروس‌دراتوو
گروس‌دراتوو (به آلمانی: Groß Dratow) یک منطقهٔ مسکونی در آلمان است که در شلون-دراتوو واقع شده‌است. گروس‌دراتوو ۳۵۶ نفر جمعیت دارد.